# Newfoundland and Labrador Route 406
Newfoundland and Labrador Route 406, afgekort Route 406 of NL-406, is een 21 km lange provinciale weg van de Canadese provincie Newfoundland en Labrador. De weg bevindt zich in het uiterste zuidwesten van het eiland Newfoundland. 

## Traject
Route 406 begint als afsplitsing van provinciale route 1 (de Trans-Canada Highway) in Doyles, een dorp in de Codroyvallei. De weg gaat in noordwestelijke richting naar Upper Ferry en steekt daar via een brug het smalste gedeelte van het Grand Codroy-estuarium over.
De route gaat dan westwaarts langsheen de noordoever van dat estuarium en komt via het gehucht Great Codroy uit in het dorp Millville. Daar is een splitsing, met provinciale route 406 die verdergaat in noordwestelijke richting en provinciale route 407 die naar het zuiden toe gaat. 
Na de plaatsen Woodville en Codroy te passeren, gaat de weg in noordelijke richting doorheen het gehucht Shoal Point. Na zo'n 21 km eindigt de weg bij Lighthouse Road, het straatje dat leidt naar de vuurtoren van Cape Anguille, het westelijkste punt van Newfoundland.